# Steve Courtley
Steve Courtley é um especialista em efeitos visuais estadunidense. Venceu o Oscar de melhores efeitos visuais na edição de 2000 por Matrix, ao lado de John Gaeta, Janek Sirrs e Jon Thum.